# Myron Gardner
Myron Gardner (Detroit, Míchigan; 21 de mayo de 2001) es un baloncestista estadounidense que pertenece a la plantilla de los Osceola Magic de la G League. Con 1,98 metros de estatura, juega en la posición de escolta.

## Trayectoria deportiva

### Universidad
Jugó ocho partidos en su primera temporada universitaria con los Hoyas de la Universidad de Georgetown, promediando 3,1 puntos por partido, y tras ser acusado en una denuncia civil por un estudiante de Georgetown de agresión y robo, fue transferido a South Plains, de la NJCAA, donde promedió 13,8 puntos y 7,1 rebotes por partido. El Departamento de Policía Metropolitana cerró el caso sin presentar cargos.
Tras una temporada en el junior college, fue transferido de vuelta a la NCAA, a los Trojans de la Universidad de Arkansas en Little Rock, donde jugó dos temporadas más, en las que promedió 12,1 puntos, 8,2 rebotes, 3,2 asistencias y 1,2 robos de balón por partido. En su última temporada fue incluido en el segundo mejor quinteto de la Ohio Valley Conference, después de liderar la conferencia con 15 doble-dobles, empató en el segundo lugar en la historia del programa en una temporada y quedó empatado en el octavo lugar a nivel nacional.

### Profesional
Después de no ser elegido en el Draft de la NBA de 2023, el 2 de noviembre se incorporó a al plantilla de los Osceola Magic de la G League, donde en su primera temporada jugó 47 partidos, promediando 5,4 puntos, 4,4 rebotes y 1,1 asistencias en 15,4 minutos por encuentro.
En julio de 2024 se unió a los Orlando Magic para disputar la Liga de Verano de la NBA, y el 11 de septiembre de 2024 firmó contrato con el equipo. Sin embargo, fue despedido ocho días más tarde, reincorporándose poco después a los Osceola Magic.